# The Hope Six Demolition Project
The Hope Six Demolition Project — дев'ятий студійний альбом англійської співачки, авторки пісень та музикантки Пі Джей Гарві, вийшов 15 квітня 2016 року на лейблі Island Records. Його видали після її відомого альбому Let England Shake, переможця Mercury Prize, який вийшов 2011 року.
Демо-колекція альбому вийшла 11 березня 2022 року, завершивши хронологічну кампанію перевидань вінілу та демо-сесій Гарві, що розпочалася у 2020 році.
На 59-й щорічній церемонії вручення премії «Ґреммі» альбом був номінований у категорії «Найкращий альбом альтернативної музики», що стало її четвертою номінацією в цій категорії і сьомою номінацією загалом.
Назва альбому є відсиланням до проєктів HOPE VI у Сполучених Штатах, «де занедбане державне житло в районах з високим рівнем злочинності було знесено, щоб звільнити місце для кращого житла, але це призвело до того, що багато попередніх мешканців більше не могли дозволити собі жити там, що спричинило заяви про соціальну чистку». На програму HOPE VI безпосередньо посилається перший трек альбому та другий сингл, «The Community of Hope». Назва натхненна поїздкою Гарві до Вашингтона з фотографом/кінорежисером Шеймусом Мерфі, де їй влаштував екскурсію Пол Шварцман з The Washington Post, який безпосередньо вплинув на деякі слова пісні. Після релізу пісня викликала критику безпосередньо від політиків, які балотувалися до ради у 7-му окрузі Вашингтона.

## Передумови
Гарві написала пісні для The Hope Six Demolition Project, а також свою поетичну книгу The Hollow of the Hand під час подорожей до Косово, Афганістану та Вашингтону з фотографом/кінорежисером Шеймусом Мерфі і період між 2011 та 2014 роками.

## Запис
Альбом був створений під час сесій, доступних для публіки, як частина мистецької інсталяції у Сомерсет-хаус у Лондоні під назвою Recording in Progress. Сесії тривали по сорок п'ять хвилин починаючи з 16 січня 2015 року і закінчуючи 14 лютого. Глядачі могли побачити, як Гарві створює альбом через одностороннє скло з продюсерами Фладом і Джоном Перішем, обидва з яких працювали над попереднім альбомом Let England Shake.
Мобільні телефони та пристрої з можливістю запису були конфісковані перед входом, а глядачів відвели до кімнати на рівні підвалу. Під час першого перегляду вона працювала над піснею «Near the Memorials to Vietnam and Lincoln», яка увійшла до альбому. Повідомляється, що Гарві грала на скрипці, губній гармоніці та колісній лірі. Також повідомлялося, що до неї приєдналися музиканти Террі Едвардс і Джеймс Джонстон, а Шеймус Мерфі знімав всю сесію на відеокамеру.

## Реліз
Прем'єри обох синглів альбому відбулися на радіо BBC Radio 6 Music, кожен за день до релізу. Прем'єра «The Wheel» відбулася на шоу Стіва Ламака 21 січня 2016 року. Ламак також повідомив, що дата виходу альбому — 15 квітня 2016 року[15]. Прем'єра «The Community of Hope» відбулася на шоу Шона Ківені 10 березня 2016 року. «The Orange Monkey» вийшов як третій сингл альбому 7 квітня 2016 року.
Кліп на пісню «The Wheel» вийшов 1 лютого 2016 року, а на пісню «The Community of Hope» — 18 березня 2016 року. Режисером обох відео став Шеймус Мерфі.

## Відгуки критиків
The Hope Six Demolition Project отримав загалом позитивні відгуки критиків. На сайті Metacritic, який присвоює рецензіям з мейнстрімних видань нормалізований рейтинг зі 100, альбом отримав середній бал 79 на основі 34 рецензій.
Грег Кот з Chicago Tribune похвалив альбом, написавши, що він «майстерно будується до потужного, завершального удару в один-два прийоми». Журналіст з Vice Роберт Крістгау був стриманішим у своїх похвалах, коротко описавши альбом як «політику за версією Поллі, що означає гостру спостережливість, аналітичну відстороненість і парадоксально всепрощаючі мелодії, знову і знову понівечені песимізмом і мізантропією». Альбом був названий дев'ятим найкращим альбомом 2016 року за версією Mojo і шостим найкращим альбомом 2016 року за версією Uncut.

### Інша реакція
Після релізу відкриваючий трек і другий сингл «The Community of Hope» викликав критику безпосередньо з боку політиків, які балотувалися до ради округу № 7 у Вашингтоні, округ Колумбія, колишній мер Вашингтона Вінсент Сі Ґрей заявив: «Я не удостою цю безглузду композицію відповіддю», а член його передвиборчої кампанії Чак Тіс образив Гарві словами: «Пі Джей Гарві для музики — те саме, що Пірс Морґан для кабельних новин». Ґрант Томпсон, пастор і колишній співробітник Конгресу, який балотувався на місце в раді 7-го округу, заявив, що Гарві «потрібно більше бачити місто».
Іноді ліричний зміст The Hope Six Demolition Project критикували за те, що він є політичним, не пропонуючи буквально жодної державної політики. Лора Снейпс з Pitchfork запитувала: «Вказуючи на проблеми цих трьох громад, але не пропонуючи жодних рішень, чи не несе вона (Гарві) таку ж відповідальність за їхню занедбаність, як і глобальні сили, що були до неї?».

### Нагороди
| Видання         | Нагорода                        | Рік  | Позиція | Прим.  |
| --------------- | ------------------------------- | ---- | ------- | ------ |
| Mojo            | The 50 Best Albums of 2016      | 2016 | 9       | [ 31 ] |
| Chicago Tribune | Top Albums of 2016              | 2016 | 6       | [ 32 ] |
| Q               | The 50 Best Rock Albums of 2016 | 2016 | 3       | [ 33 ] |
| PopMatters      | The 70 Best Albums of 2016      | 2016 | 53      | [ 34 ] |
| Under the Radar | Top 100 Albums of 2016          | 2016 | 54      | [ 35 ] |
| Uncut           | Top 75 Best Albums of 2016      | 2016 | 6       | [ 36 ] |
| Diffuser        | Top 40 Albums of 2016           | 2016 | 29      | [ 37 ] |
| FasterLouder    | The 50 Best Albums of 2016      | 2016 | 45      | [ 38 ] |

## Комерційні показники
Альбом дебютував на першому місці в UK Albums Chart. Він був проданий у кількості 11 436 копій і став першим альбомом номер один у Великій Британії. За другий тиждень альбом був проданий у кількості 3 372 копій і опустився на двадцять два місця до двадцять третьої сходинки. Це було третє за величиною падіння в історії хіт-параду для альбому номер один; Bionic Крістіни Агілери 2010 року опустився на двадцять вісім місць, а Night & Days гурту The Vamps — на тридцять чотири місця.

## Чарти
| Чарт (2016)                                          | Пікова позиція |
| ---------------------------------------------------- | -------------- |
| Австралія Australian Albums (ARIA)                   | 7              |
| Австрія Austrian Albums (Ö3 Austria)                 | 8              |
| Бельгія Belgian Albums (Ultratop Flanders)           | 3              |
| Бельгія Belgian Albums (Ultratop Wallonia)           | 8              |
| Канада Canadian Albums (Billboard)                   | 38             |
| Чехія Czech Albums (ČNS IFPI)                        | 4              |
| Данія Danish Albums (Hitlisten)                      | 14             |
| Нідерланди Dutch Albums (MegaCharts)                 | 4              |
| Фінляндія Finnish Albums (Suomen virallinen lista)   | 16             |
| Франція French Albums (SNEP)                         | 5              |
| Німеччина German Albums (Offizielle Top 100)         | 11             |
| Greek Albums (IFPI)                                  | 5              |
| Ірландія Irish Albums (IRMA)                         | 2              |
| Італія Italian Albums (FIMI)                         | 17             |
| Нова Зеландія New Zealand Albums (Recorded Music NZ) | 7              |
| Норвегія Norwegian Albums (VG-lista)                 | 2              |
| Польща Polish Albums (ZPAV)                          | 13             |
| Португалія Portuguese Albums (AFP)                   | 6              |
| Шотландія Scottish Albums (OCC)                      | 1              |
| Швеція Swedish Albums (Sverigetopplistan)            | 8              |
| Швейцарія Swiss Albums (Schweizer Hitparade)         | 4              |
| Велика Британія UK Albums (OCC)                      | 1              |
| США Billboard 200                                    | 63             |

| Чарт (2016)                        | Позиція |
| ---------------------------------- | ------- |
| Belgian Albums (Ultratop Flanders) | 85      |
| Belgian Albums (Ultratop Wallonia) | 158     |

## Список композицій
Автор музики і слів PJ Harvey. 
| #     | Назва                                       | Тривалість |
| ----- | ------------------------------------------- | ---------- |
| 1.    | «The Community of Hope»                     | 2:23       |
| 2.    | «The Ministry of Defence»                   | 4:11       |
| 3.    | «A Line in the Sand»                        | 3:33       |
| 4.    | «Chain of Keys»                             | 3:09       |
| 5.    | «River Anacostia»                           | 4:56       |
| 6.    | «Near the Memorials to Vietnam and Lincoln» | 2:59       |
| 7.    | «The Orange Monkey»                         | 2:47       |
| 8.    | «Medicinals»                                | 2:19       |
| 9.    | «The Ministry of Social Affairs»            | 4:10       |
| 10.   | «The Wheel»                                 | 5:38       |
| 11.   | «Dollar, Dollar»                            | 5:34       |
| 41:51 |                                             |            |

Треки поза альбомом
| #     | Назва                                                                                   | Тривалість |
| ----- | --------------------------------------------------------------------------------------- | ---------- |
| 12.   | «Guilty» (вийшов 13 липня 2016)                                                         | 3:55       |
| 13.   | «A Dog Called Money» (7" single, вийшов 28 квітня 2017)                                 | 2:26       |
| 14.   | «I'll Be Waiting» (7" single, вийшов 28 квітня 2017)                                    | 3:27       |
| 15.   | «The Camp» (у співпраці з Рамі Ессам, вийшов 7 червня 2017)                             | 4:34       |
| 16.   | «Dance on the Mountain»                                                                 | 4:01       |
| 17.   | «Age of the Dollar» (з документального відео Шеймуса Мерфі 'A Dog Called Money' [2019]) | 4:55       |
| 61:08 |                                                                                         |            |

## Персоналії

### Музиканти
- Пі Джей Гарві — вокал (всі треки), гітара (2, 5, 6, 8–10), тенор-саксофон (2 & 9), саксофон-альт (7 і 8), скрипка (6), бас-губна гармоніка і автоарфа (9), плескання в долоні (10), піаніно і шейкер (15)
- Джон Періш — бек-вокал (всі треки), гітара (1, 3, 6, 7, 10, 14, 15), перкусія (2–13), клавішні (2), варіофон (3–5, 7, 9, 11), акордеон (6), мелотрон (6, 11), баритон-гітара і синт-бас (8), автоарфа (9), плескання в долоні (10), піаніно і синтезатор (12), бас (12, 15), барабани (15)
- Flood — продакшн, бек-вокал (1, 2, 4–6, 8–10, 12–14), синт-бас (3), Sonic Maverick (9)
- Мік Гарві — бек-вокал (2, 5, 7, 10), перкусія (2, 7, 8, 10), Taurus pedals (2, 7, 9), слайд-гітара (3), клавішні (3, 7, 10, 11), бас (9), гітара і плескання в долоні (10)
- Жан-Марк Батті — бек-вокал (2, 5, 7), перкусія (7, 8, 11)

Запрошені музиканти
- Лінтон Квесі Джонсон — вокал (2)
- Террі Едвардс — бек-вокал (1, 4–6, 8, 9, 11, 13, 14), перкусія (1, 4, 8, 13), баритон-саксофон (1, 4), клавішні (5), гітара, флейта і бас-губна гармоніка (6), саксофон (8, 9, 11), мелодика (9), гітара (12)
- Майк Сміт — бек-вокал (1, 2, 4, 7, 10, 11, 14), баритон-саксофон (1, 4, 7, 10), піаніно (1), клавішні (2, 4, 7), саксофон (2), перкусія (7), плескання в долоні (10)
- Джеймс Джонстон — бек-вокал (1, 3–6, 11–14), клавішні (1, 5), скрипка (4, 6), гітара (6, 8), орган (11, 13)
- Ален Йоханнес — бек-вокал (1–4, 7, 10, 11, 14), гітара (1, 2, 7, 10), саксофон (2), клавішні (4), перкусія (4, 7), плескання в долоні (10)
- Кенрік Роу — бек-вокал (1, 4, 9, 10, 12, 14), перкусія (1–4, 9, 10, 12), плескання в долоні (10)
- Енріко Габріеллі — бек-вокал (1, 4, 14), перкусія (1), бас-кларнет (1–4), слайд-свисток (4), басетний кларнет (12)
- Алессандро Стефана — бек-вокал (1, 4, 12, 14), гітари (1–4, 12, 14)
- Адам 'Cecil' Бартлетт — бек-вокал (1, 4, 6, 10), бас (1, 4, 10)
- Рамі Ессам — вокал і акустична гітара (15)

### Продакшн
- Flood — продюсування, зведення
- Джон Періш — продюсер
- Дрю Сміт — зведення
- Роб Кірван — запис, інженер запису
- Адам 'Cecil' Бартлетт — додатковий інженер запису, інженер зведення
- Цезар Едмундс — інженер зведення

### Дизайн
- Мішель Хеннінг — обкладинка, арт-директор
- Роб Крейн — верстка, дизайн
- Шеймус Мерфі — фото